# 2021年の競輪
2021年の競輪（2021ねんのけいりん）では、2021年（令和3年）の競輪関連の記述と、GP・GI・GII・GIIIを中心としたレースの優勝者及び、獲得賞金ランキング30位までの選手等をまとめる。
2020年の競輪 - 2021年の競輪 - 2022年の競輪

## 新型コロナウイルスに伴う影響
2021年も前年に引き続き、世界的に新型コロナウイルス（COVID-19）の感染拡大が止まらず、1月に二度目の緊急事態宣言が発令されたほか、その後も幾度と緊急事態宣言などが発令されたことで、競輪でも選手・ファン・施行者・その他関係各所への影響は少なからず生じた。ただ、前年とは異なりFI・FIIの一部の開催で中止ないし途中打ち切りがあった程度で、グレードレースでは一部が無観客開催とされただけで開催中止はなく、選手にとっても競走参加が出来ず収入面で大きな影響が出るといったようなことはなかった。
これら一連の動きの詳細は、以下「できごと」を参照のこと。

## できごと
広報活動、記録、人事、実施（開始）・終了、その他事象　※記載の級班はできごと当日時点

### 1月
- 08日 - 【事象】 静岡市は、KEIRINグランプリ2020の的中車券の払い戻しに来た男性に対し、誤って10倍の払戻金を支払ったことを公表。市公営競技事務所によると、この男性は大会翌日の2020年12月31日に静岡競輪場の払戻窓口を訪れたが、その時応対した従業員が伝票に正しい払戻金である20万200円ではなく、その10倍となる200万2000円と誤って記入したことで、そのまま200万2000円を支払うというミスに繋がった。現金を手渡した直後にミスに気づいたが、男性はすでに立ち去った後であった。マニュアルでは伝票の作成は2人以上で行うとしているが、この日は窓口が混雑していたため1人で作成したという[1]。なお、公表翌日の9日午後5時頃に当該男性が静岡中央署（静岡市葵区）を訪れ、返金を申し出たことで過払い分である180万1800円が返還された[2]。

- 08日 - 【記録】 JKAは、2020年（1月 - 12月）の競輪選手取得状況を公表[3]。賞金王は和田健太郎（千葉・87期、SS）で163,064,800円[4]、賞金女王は児玉碧衣（福岡・108期、L1）で26,619,000円[5]であった。新人では、男子（117期）は寺﨑浩平（福井、S2）がトップで22,273,000円、女子（118期）は尾方真生（福岡、L1）がトップで6,487,000円[6]。また、開催中止が相次いだ影響で1,000万円以上取得者は僅か590名とS級創設以降最小となったほか、12月31日時点での全登録選手2,350名の平均取得額は9,053,599円と2011年〜2012年[7]の水準にまで下落した[8]。

- 14日 - 【広報】 日本競輪選手養成所は、第121回選手候補生（男子）・第122回選手候補生（女子）の一般入所試験合格者を発表[9]。第121回選手候補生（男子）では、アマチュアで唯一JCF男子 エリート トラックレース短距離強化指定「A」指定選手である中野慎詞や、室井健一（徳島・69期、S1）を父に持つ室井蓮太郎、世界規模の大会で優秀な成績を収めた者のみを対象とした特別選抜試験を受験した近谷涼（JCF男子 エリート トラックレース中距離強化指定「A」指定選手。近谷は第119回選手候補生窪木一茂以来となる史上10人目の合格者[10]）ら71名が合格した。また、第122回選手候補生（女子）では、渡邉晴智（静岡・73期、S1）を父に持つ渡邉栞奈ら21名が合格した[11][12][13]。なお、養成所では、本年も前年同様に入学式を例年より遅らせて5月27日に実施予定である[9]。

- 25日 - 【広報】 JKAは、2020年の表彰選手を発表[14]。男子は、脇本雄太（福井・94期、SS）が最優秀選手賞（初受賞）と国際賞を、KEIRINグランプリ2020を制覇した和田健太郎（千葉・87期、SS）、松浦悠士（広島・98期、SS）、郡司浩平（神奈川・99期、SS）が優秀選手賞を、松井宏佑（神奈川・113期、S1）が優秀新人選手賞を、清水裕友（山口・105期、SS）が特別敢闘選手賞を、寺﨑浩平（福井・117期、S2）が特別賞を、それぞれ受賞。女子は、ガールズグランプリ2020を制覇した児玉碧衣（福岡・108期、L1）がガールズ最優秀選手賞（3回目）を、高木真備（東京・106期、L1）と梅川風子（東京・112期、L1）がガールズ優秀選手賞を、それぞれ受賞した[15]。なお、2月初旬に予定していた表彰式については中止とすることも決定した[14]。

- 25日 - 【記録】 23日から25日まで開催された松阪FII（ミッドナイト）において、総売上額が14億7168万3300円となり、ミッドナイト競輪として1開催の総売上額で従来の記録を2億円近く上回り、新記録を達成。また、最終日の25日においては5億7901万4000円の売上額があり、ミッドナイト競輪1場・1日あたりの売上額としての新記録も同時に達成した。これは、当初23日と24日は競合予定であった西武園FIIが開催中止となり、ミッドナイト競輪が単独開催となったことが要因[16]。

- 29日 - 【終了】 玉野市は、管理施行者として運営している専用場外「サテライト鳥取」（鳥取市）を3月31日限りで廃止すると発表[17]。理由として、コロナ禍における車券売り上げの低迷により業績が悪化したこと、また先行きも不透明なことを挙げている[18]。

### 2月
- 04日 - 【記録】 石井寛子（東京・104期、L1）が、西武園FI（ナイター）初日第7レースで1着となり、ガールズケイリン初の通算400勝を達成。デビューから553戦目、7年8か月26日目での達成であった[19]。

- 15日 - 【終了】 武雄市は、管理施行者として運営している専用場外「サテライト長崎」（長崎市）を3月21日限りで営業休止すると発表。翌日以降の払戻し業務については、2021年3月28日までサテライト長崎で行い、その後の払戻業務は有効期限まで武雄競輪場で行うとしている[20]。

- 15日 - 【事象】 松戸FI初日第7レース（L級ガールズ予選1）が、レース直前の大雨によりバンクが冠水したため中止が決定。当該レースに出走予定であった選手に対しては、抽せんにより「見なし着位」が与えられた。なお、ガールズ予選の中止は2019年10月19日の福井FII2日目（2レースとも中止）以来[21][22]。

- 19日 - 【実施】 JKAは、2021年4月から2022年3月までの開催枠組みについて、GIII、FI及びFII開催については現状維持（GIIIは9車立12レース、FI及びFIIは7車立12レース）とすることを発表。選手あっせんについても現状と同じく、グレードレースは全国交流で、FI及びFIIは原則として近隣交流でそれぞれ実施するほか、モーニング競輪は原則7レースで、ミッドナイト競輪は原則9レースでそれぞれ実施する（概定番組は既存のものを使用）。このほか、一部のGIIIでは最終日を帰郷ありの11レース制とした上でルーキーチャンピオンレースなど単発の企画レースを実施することも発表（S級ブロックセブンは実施しない）[23]。なお、5月29日と30日の2日間で開催された、FII格付けである「全日本プロ選手権自転車競技大会記念競輪」は原則として9車立12レースで行われた。

### 3月
- 05日 - 【実施】 伊東温泉競輪場の施設所有者が、株式会社チャリ・ロトへ変更[24]。

- 17日 - 【記録】 稲垣裕之（京都・86期、S1）が、大宮FI最終日第9レースで1着となり、通算500勝達成。S級創設以降通算37人目で、デビューから19年7か月13日（デビュー日を含まない）での達成であった[25][26]。規程により、6月24日にホームバンクである京都向日町競輪場にて表彰式が執り行われた[27]。

- 22日 - 【実施】 JKAは、2021年6月30日より京都向日町競輪場で全国23場目となるミッドナイト競輪を開始することを発表。2021年度上半期は、6月30日を初日とする開催を皮切りに、8月3日、9月12日、9月28日をそれぞれ初日とする計4節（いずれもFII）でミッドナイト競輪を開催する[28][29]。また、2020年10月から2021年3月にかけて試行実施していた、ミッドナイト競輪開催における競走得点順に基づく番組編成を、2021年4月以降も2022年3月まで継続することも併せて発表[30][29]。→ 6月30日

- 25日 - 【広報】 埼玉県は、予てから募集していた大宮競輪場バンクの愛称について、『大宮BigBank（大宮BB）』（おおみやビッグバンク）とすることを決定。バンク周長500mと大きいバンクであること、東日本の競輪発祥の地でもありビッグバンともかけている。また、愛称決定を記念して、4月4日の本場開催では第11レースL級決勝と第12レースS級決勝において、抽選で各レース5名程度ずつバンク内観戦を実施する[31]。

- 26日 - 【実施】 JKAは、競輪最高会議において、2022年度特別競輪（GP・GI・GII）の開催場・日程を決定したことを発表[32]。当該年度ではGI初開催となる競輪場はないが、高知競輪場では20年ぶりのGI開催が決定した（2023年2月に第38回全日本選抜競輪を開催予定）ほか、KEIRINグランプリ2022は平塚競輪場で2年ぶり[33]の開催が決定した[34]。

- 26日 - 【広報】 （株）ケイドリームスと日本自転車競技連盟は、来るパリオリンピックを目指す次世代の選手たちの育成を目的として、トラック競技チーム「チーム楽天Kドリームス」（英語表記：TEAM RAKUTEN K DREAMS）を設立[35]。ナショナルチームとは別でUCIトラックチームを新たに設けることで、オリンピックなどでその国の出場枠を増やすことが可能となる。メンバーは、自転車トラック競技ナショナル強化指定AチームまたはBチーム[36]で活躍する選手で、山崎賢人、松井宏佑、梅川風子、鈴木奈央、古山稀絵、佐藤水菜、吉川美穂、内野艶和の8名。

- 27日 - 【記録】 小林莉子（東京・102期、L1）が、京王閣FII（ナイター）2日目第7レースにおいて1着となり、ガールズケイリン史上7人目となる通算300勝を達成[37]。8年8か月26日での達成であった（デビュー日は含まず）。

- 29日 - 【実施】 JKAは、8月10日 - 15日に開催予定のGI・第64回オールスター競輪（いわき平）における、概定番組を発表。今大会からナイター開催となり、また開催期間が1日延びて6日間制となる[38]ため番組体系が一新される。具体的には、一次予選においては競輪祭の一次予選と同じくポイント制を採用し（ポイントは後日発表）、前半3日間で2走して獲得したポイント合計の上位者が二次予選に進出するシステムとなる。初日にファン投票1 - 9位によるドリームレース、2日目に同10 - 18位のオリオン賞を実施し（ドリームレース、オリオン賞いずれの出走者も3日目に一次予選をもう1走する）、獲得ポイントの上位1 - 9名が4日目のシャイニングスター賞に、10 - 63位が二次予選に、それぞれ進出。4日目のシャイニングスター賞9名と二次予選1 - 3着18名が準決勝に進出し、5日目の準決勝1 - 3着9名が最終日の決勝に進出する[39][40]。

- 30日 - 【広報】 日本競輪選手養成所は、第121回選手候補生（男子）特別選抜試験受験者である一丸尚伍の合格を発表。特別選抜試験の合格者は、先に合格が発表された近谷涼に続き史上11人目となる[41][42][43]。

### 4月
- 01日 - 【広報】 JKAは1日、2020年度の車券総売上高を発表。コロナ禍の中で無観客開催が相次いだり日本選手権競輪の中止があったりで一時的に売上が落ち込んだこともあったが、結果的に対2019年度比で13.6%増の7499億9019万6400円となり、7年連続増となった[44]。なお、総売上高が7000億円を超えたのは2009年度以来11年ぶり、また対前年比10%以上もの総売上高を記録したのは1990年度以来30年ぶりであった[45]。ちなみに、同じくJKAが管轄するオートレースでも、2020年度の車券総売上高は対2019年度比28.1%増の946億4554万800円で、4年連続の増加となった[44]。

### 5月
- 16日 - 【記録】 小林優香（福岡・106期、L1）が、UCIトラック・ネーションズカップ第1戦（香港）において女子ケイリンで李慧詩を下し優勝、金メダルを獲得。国際自転車競技連合（UCI）が主催する国際大会のケイリンで日本人女子選手が金メダルを獲得したのは、史上初[46]。

- 20日 - 【広報】 千葉市は、千葉競輪場跡地に建設中の千葉JPFドームにおいて開催予定である「（仮称）250競輪」（正式名称は「250競走」）[47]について、開始時期を先立ってアナウンスしていた2021年7月から同年10月に変更することを発表。千葉JPFドームの竣工が同年5月と遅れたことに加え、コロナ禍で満足な事前プロモーション活動などの実施が困難であること、東京オリンピック・パラリンピックが開催されることも勘案し、10月開始に変更した。なお、「（仮称）250競輪」[47]の概要については、日程は2日制とし、走路は250m木製バンク、周回は6周（1,500m）、6車立て、出走回数は1日あたり2走（通常は1日あたり1走）、参加選手は36人、車券販売はインターネット投票のみとすることも併せて発表した[48]。→ 9月8日、 10月2日

- 22日 - 【記録】 石井寛子（東京・104期、L1）が、川崎FII（ミッドナイト）2日目第2レースにて勝利し、24連勝を達成。梶田舞（栃木・104期、L1）と児玉碧衣（福岡・108期、L1）が持つガールズケイリン最多連勝記録に並んだ[49]。ただ、翌23日第8レースの決勝戦では2着となり、記録更新はならなかった[50]。

- 25日 - 【事象】 2009年の賞金王、GI2勝の海老根恵太（千葉・86期、S1）が、埼玉県警に強制わいせつの疑いで逮捕された[51]。海老根はのち不起訴処分となったが[52]、あっせん保留の措置が取られ、最終的に7月26日付けで2021年8月1日から2022年7月31日まで12か月間（実質的にはあっせん保留の期間を含めると14か月間）あっせん停止とする処分が下された[53]。

- 27日 - 【広報】 日本競輪選手養成所は、第121回生（男子）・第122回生（女子）選手候補生入所式を実施[54]。今年度の入所式においても、昨年度同様に入所式は5月下旬とし、また新型コロナウイルス感染症予防の観点から来賓や選手候補生関係者の来場を控えて頂くなど式の規模を縮小した上で実施した。男子は特別選抜入試合格者である近谷涼、一丸尚伍ら71名が、女子は野寺楓、松本詩乃ら19名が、それぞれ入所した[55]（第121回生の中野慎詞のみ、UCIトラック・ネーションズカップ香港大会から帰国後の隔離期間中であったため、後日入所）。

### 6月
- 05日 - 【記録】 奥井迪（東京・106期、L1）が、高松FII初日第6レースで1着となり、石井寛子（東京・104期、L1）に次ぐガールズケイリン2人目となる通算400勝を達成。デビューから7年1か月での達成であった[56]。→ 2月4日

- 18日 - 【事象】 日本競輪選手会は、全競輪選手2323人を対象に実施した、持続化給付金及び家賃支援給付金の受給の有無、申請理由、時期などについての調査結果を発表。調査の結果、持続化給付金を2146人が、家賃支援給付金を128人が、それぞれ受給していたことを確認した。ただ、そのうち悪意ある組織的な不正受給はなかったものの、『新型コロナウイルスの影響で売り上げが前年同月比50%以上減少していること』との受給要件を錯誤した受給者が38人（持続化給付金36人、家賃支援給付金2人※うち1人は引退）おり、この38人に対しては直ちに自主返納を指導した。また、これに選手会の調査に非協力的だった3人を加えた現役選手40人の戒告処分を17日の理事会で決定した[57]。

- 30日 - 【実施】 京都向日町競輪場で、ミッドナイト競輪を開始（全国23場目）[58]。→ 3月22日

### 7月
- 13日 - 【記録】 加瀬加奈子（新潟・102期、L1）が、青森FII（モーニング競輪）で優勝。41歳1か月13日での優勝であり、門脇真由美（大阪・102期、L1）が持っていたガールズケイリン最年長優勝記録を更新した[59]。

- 18日 - 【記録】 高木真備（東京・106期、L1）が、ガールズケイリンフェスティバル（函館）最終日決勝戦（第11レース）で4着となり、通算取得賞金が1億15万1100円となり、ガールズケイリンでは史上5人目となる通算取得賞金額1億円を突破。7年2か月9日（デビュー日を含まず）での達成[60][61]。

### 8月
- 02日 - 【記録】 7月31日から2日まで開催された青森FII（ミッドナイト）において、最終日の2日は5億8158万3900円の売上額があり、ミッドナイト競輪1場・1日あたりの売上額としての新記録を達成した。なお、開催3日間の総売上は11億2564万8900円であった[62]。当日のミッドナイト競輪は青森のみで単独開催であったことが要因とみられる。→ 1月25日

- 06日 - 【実施】 JKAは、2021年度から新設した「大阪・関西万博協賛競輪」について、2022年1月に京都向日町競輪場で「第2回大阪・関西万博協賛競輪」を開催することを発表。なお、この第2回は第1回の福井（6月10日 - 13日）とは異なり格付けはFIとなっている[63]。

- 06日 - 【実施】 JKAは、ミッドナイト競輪を、10月19日より平塚競輪場（全国24場目）で[64]、11月6日より久留米競輪場（全国25場目）で[65]、それぞれ開始することを発表。→ 10月19日、11月6日

- 06日 - 【事象】 松戸市は、競輪事業に関わる公務員でありながら車券を購入した経済部参事監の男性職員を、戒告の懲戒処分にしたと発表。職員は松戸競輪場を運営する経済振興部公営競技事務所の参事監だった2019年7月13日、視察で訪れた別府競輪場（当日はサマーナイトフェスティバル初日）にて600円分の車券を購入したとして大分県警から千葉地検松戸支部へ書類送検され、略式起訴されたのち7月30日に松戸簡裁で罰金10万円の略式命令を受けたため、市が処分した[66]。

- 18日 - 【記録】 奥井迪（東京・106期、L1）が、西武園FII（ミッドナイト）最終日決勝戦（第8レース）で2着となり、通算取得賞金が1億3万3300円となり、ガールズケイリンでは史上6人目となる通算取得賞金額1億円を突破。7年3か月4日（デビュー日を含まず）での達成であった[67]。

- 25日 - 【記録】 8月23日から25日まで開催された松阪FII（ミッドナイト）において、総売上額が15億1948万9100円を計上。ミッドナイト競輪としては初の15億円を突破し、1開催の総売上額で新記録を達成。また、最終日の25日においては6億450万6600円の売上額があり初の6億円を突破、これも8月2日の青森で記録したミッドナイト競輪1場・1日あたりの売上額を上回り新記録となった。これは、当初3日間とも開催を競合する予定だった高知FIIが新型コロナウイルス感染症拡大に伴い中止となり[68]松阪が全日程を単独で施行したことが要因[69]。→ 1月25日、8月2日

- 29日 - 【記録】 山原さくら（高知・104期、L1）が、岸和田FI2日目第6レースで1着となり、石井寛子、奥井迪に次いでガールズケイリン史上3人目となる通算400勝を達成[70]。→ 6月5日

### 9月
- 02日 - 【記録】 9月2日に行われた松山FII（ミッドナイト）初日において、6億2472万5800円を計上しミッドナイト競輪1場・1日あたりの売上額の新記録を達成[71]。当日のミッドナイト競輪は松山のみで単独開催であったことが要因とみられる。→ 8月25日

- 08日 - 【広報】 千葉市は、千葉競輪場跡地に建設した千葉JPFドーム（屋内木製バンク、1周250m）において開催する「（仮称）250競輪」（正式名称は「250競走」）[47]について、呼称を「PIST6」とすること、10月2日にそのトーナメント戦である「PIST6 Championship」が開幕することを発表。トラックレースのケイリンに近いルールで、競輪とは異なる機材を用いて6車立てで行われる。週末を中心に昼夜2部制（各6レース）で2日間開催とし、年間100日程度を施行する予定であるが、出場を希望する選手は新たに出場資格を得ることが必要となっている。1選手が1日2走し（現在の競輪では1選手が1日2走することはない）、エンターテインメント性を高めた演出も行う。なお、新型コロナウイルス感染拡大防止のため、10月中は無観客開催とする。また、車券発売はインターネット投票サイト「TIPSTAR」のみで、他のポータルサイトや場内、場外での発売は行わないことになっている[72][73]。→ 5月20日、10月2日

- 10日 - 【記録】 日本競輪選手養成所にて、9月7日・8日・10日の3日間で行われた第121回生（男子）・第122回生（女子）第2回卒業認定記録会において、第121回生である太田海也（2回目）、村田祐樹（2回目）、山口多聞（2回目）、後藤大輝、東矢圭吾、中野慎詞、岸田剛、真鍋智寛の各候補生が、ゴールデンキャップを獲得。記録会で一度に8名ものゴールデンキャップ獲得者の誕生は、2020年第2回卒業認定記録会で誕生した6名を上回り、過去最多であった[74][75]。→ 2020年9月2日

- 13日 - 【広報】 熊本市は、熊本県玉名郡玉東町にて競輪場外車券売場「サテライト玉東」を開設することを発表。所在地は熊本県玉名郡玉東町大字稲佐273番1で、館内には一般席96席・有料席40席の計136席と、VIPルーム3室を設置する。9月16日より営業開始[76]。

- 14日 - 【人事】 KEIRINグランプリ06、第60回日本選手権競輪を制覇した有坂直樹（秋田・64期、A2）が、現役引退を決意したことが報じられた。近年は腰痛と膝痛に悩まされ満足に走れなかったこと、2022年上期はA級3班に降格することが確定的となったことを要因に挙げている[77]。
  - その後、同年9月29日、選手登録消除。

- 15日 - 【広報】 埼玉県は、埼玉県大里郡寄居町にて競輪場外車券売場「サテライト花園寄居」を開設することを発表。所在地は埼玉県大里郡寄居町大字富田3512-2で、館内には一般席118席・有料席50席の計168席を設置する。9月30日より営業開始[78]。

- 20日 - 【記録】 山口拳矢（岐阜・117期、S2）が、岐阜競輪場にて行われた第37回共同通信社杯競輪で優勝。デビューから479日での達成であり、それまで深谷知広（静岡・96期、S1）が持っていた524日を上回り、デビュー史上最速で特別競輪（GII以上）優勝記録を更新した[79][80][81]。
  - なお、山口は2日目（18日）第8レース・二次予選Bにおいて、岐阜競輪場バンクレコードタイ記録となる上がりタイム10秒7を出した[82]。

- 20日 - 【記録】 吉田有希（茨城・119期、A2）が、宇都宮FIで完全優勝。7月5日の本格デビュー戦より無傷で18連勝を達成。A級1班・2班戦で3開催連続優勝を達成したことにより、翌21日付にてS級2班へ特別昇級を果たした（デビュー戦から122日目）。A級3班によるチャレンジレースを導入した2008年1月以降において、本格デビュー場所から負けなしの6開催連続優勝（18連勝）[83]でS級特別昇級を果たしたのは、2020年9月24日に達成した山口拳矢（岐阜・117期、S2）以来4人目の快挙[84][85][86][87]。なお、吉田はデビュー場所である「KEIRINルーキーシリーズ」（新人戦）大宮FII最終日で初勝利を挙げてから9月20日時点で19連勝となった。→ 2020年9月24日

- 21日 - 【広報】 熊本市は、熊本県天草市にて競輪場外車券売場「サテライト天草」を開設することを発表。所在地は熊本県天草市瀬戸町4-2で、館内には一般席48席・有料席10席の計58席を設置する。9月23日より営業開始[88]。

- 22日 - 【広報】 千葉市は、千葉競輪場跡地に竣工した千葉JPFドームについて、インターネット競輪投票サイト「TIPSTAR」を運営するミクシィと命名権に関する契約を締結し、2021年10月2日から2031年10月1日までの10年間は『TIPSTAR DOME CHIBA』（ティップスター ドーム チバ）と呼称することを発表[89]。

- 23日 - 【記録】 上野雅彦（香川・119期、A2）が、和歌山FIで完全優勝。7月7日の本格デビュー戦より無傷で18連勝を達成[90]。A級1班・2班戦で3開催連続優勝を達成したことにより、翌24日付にてS級2班へ特別昇級を果たした（デビュー戦から125日目）。A級3班によるチャレンジレースを導入した2008年1月以降において、本格デビュー場所から負けなしの6開催連続優勝（18連勝）[83]でS級特別昇級を果たしたのは、今月20日に達成した吉田有希（茨城・119期、S2）以来5人目の快挙[84][91][92]。

- 28日 - 【広報】 東京都十一市競輪事業組合は、長野県千曲市にて競輪場外車券売場「サテライト信州ちくま」を開設することを発表。所在地は長野県千曲市八幡5876-4で、館内には一般席140席・有料席38席の計178席を設置する。9月30日より営業開始[93]。

### 10月
- 02日 - 【実施】 千葉競輪場跡地に竣工したTIPSTAR DOME CHIBAにて、新たな競輪『250競走』[47]である「PIST6」が開幕[94][95]。トラックレースのケイリンに近いルールにより、ケイリンに準ずる機材を用いて、参加選手36名により一人が1日2走し基本的に毎週土曜日・日曜日の2日間で昼・夜合わせて12レースずつを実施する（ほかに、前日の金曜日に番組編成を決定する材料とする200mタイムトライアルを実施する[96]）。なお、10月中は新型コロナウイルス感染拡大を防止するため無観客にて実施する[72][73]。
  - 2日・3日の2日間で行われた開幕戦（第1回大会）は、元ナショナルチーム所属の雨谷一樹（栃木・96期、S2）が優勝し、優勝賞金123万2000円を獲得。なお、車券売り上げ額（インターネット競輪投票サイト「TIPSTAR」でのみ発売）は、初日が3億5084万3000円、最終日が2億7254万3700円で、総売り上げは6億2338万6700円となった[97]。なお、この「PIST6」では他の競輪場では発売していない単勝式も発売されており、特に初日で雨谷が出場した第6レースと第12レースだけで単勝式の売り上げが合わせて約1億6000万円となった[98]。

- 10日 - 【実施】 小田原競輪場にて、ガールズケイリンを初開催（FII・モーニング。全国42場目）。これまで小田原競輪場には女子選手用の控室がなかったためガールズケイリンの開催は見送られてきたが、場内の施設を一部改修し女子選手用の控室を新たに設けたことで、開催が可能となった[99]。なお、12日までの初開催で優勝したのは地元の尾崎睦（神奈川・108期、L1）であった[100]。なお、250競走[47]を行っているTIPSTAR DOME CHIBAを除くと、全国の競輪場で未だガールズケイリンの開催実績がないのは、やはり女子選手用の控室がない小松島競輪場のみとなっている[100]。

- 16日 - 【広報】 JKAは15日、2021年度上期の車券総売上高などを発表。一部のFI、FIIで開催中止ないし打ち切りがあったものの、GIII以上に限れば前年度とは異なり開催中止がなかったこともあり、総車券売上高は4428億554万800円で前年同期比144.5%の大幅増であった。その他、1日平均車券売上高は3億5971万2100円（前年同期比113.6%）、本場車券売上高は46億7435万4100円（同84.3%）、本場入場者数は53万6995人（同115.6%）、場外売上高1028億3025万400円（同133.8%）、重勝式を含む電話投票売上高は3353億93万6300円（同148.6%）、電話投票利用者数は5781万8250人（同148.6%）であった[101]。

- 19日 - 【実施】 平塚競輪場で、ミッドナイト競輪を開始（全国24場目）[102]。→ 8月6日

- 19日 - 【記録】 荒牧聖未（栃木・102期、L1）が、青森FII（ミッドナイト）2日目第1レースにおいて1着となり、ガールズケイリン史上8人目となる通算300勝を達成[103]。9年3か月18日での達成であった（デビュー日は含まず）。

- 24日（現地時間） - 【記録】 佐藤水菜（神奈川・114期、L1）が、フランス・ルーベで行われた世界選手権女子ケイリンで決勝2着となり、銀メダルを獲得。世界選手権における日本人女子メダリストは前回大会で女子オムニアムを制した梶原悠未（アマチュア）以来、短距離種目に限れば初のメダリストとなった[104][105]。→ 2020年3月2日

### 11月
- 03日 - 【記録】 清水裕友（山口・105期、SS）が、防府競輪場で行われた開設72周年記念（GIII）「周防国府杯争奪戦」で優勝。4年連続優勝となり、同一競輪場におけるGIII連覇の新記録を達成（2002年4月のグレード制導入以降）。なお、それまでの記録は、京王閣競輪場（2009年 - 2011年）における後閑信一（東京・65期、引退）、四日市競輪場（2014年 - 2015年7月）における浅井康太（三重・90期、S1）、弥彦競輪場（2017年 - 2019年）における諸橋愛（新潟・79期、S1）がそれぞれ達成した3連覇[106]。

- 06日 - 【実施】久留米競輪場で、ミッドナイト競輪を開始（全国25場目）[107]。→ 8月6日

- 10日 - 【記録】 尾崎睦（神奈川・108期、L1）が、平塚FI（ナイター）初日第7レース（予選１）にて1着となり、本年10月に達成した荒牧聖未（栃木・102期、L1）に次ぐガールズケイリン史上9人目となる通算300勝を達成。登録日から6年6か月での達成であった[108][109][110]。
  - 規程に基づき、2022年2月15日、平塚競輪場で表彰式が執り行われた[111]。

- 13日 - 【記録】 児玉碧衣（福岡・108期、L1）が、広島FI最終日第10レース（決勝）にて1着となり、ガールズケイリン新記録となる25連勝を達成。それまでの記録は、児玉自身（2020年）と梶田舞（栃木・104期、L1）、石井寛子（東京・104期、L1）の3名による24連勝[112]。

- 26日 - 【記録】 萩原操（三重・51期、S2）が、小松島FI最終日第6レース（一般）で勝利し、58歳3か月27日にて最高齢S級勝利記録を樹立[113]。

### 12月
- 04日 - 【記録】 石井寛子（東京・104期、L1）が、別府FI（ナイター）で優勝し、ガールズケイリン新記録となる年間24度目の優勝を達成[114]。

- 07日 - 【事象】 和歌山FI2日目第11レース（S級準決勝）において、3名が先頭誘導員早期追い抜きにより失格。1レースで3名が同時に先頭誘導員早期追い抜きで失格となったのは初のケースであった。当レースでは赤板前から各選手が動き出し、後ろに選手をつけていた久米康平（徳島・100期、S1）、中井太祐（奈良・97期、S1）、兼本将太（熊本・117期、S2）の3名が先頭誘導員を赤板前に追い抜いたことにより失格と判定された[115]。なお、この3名は即日帰郷となっただけでなく、今後はあっせん保留となり既に決まっていた出走予定は全て取り消されるうえ、改めてあっせん停止3か月（あっせん保留の期間と合わせて実質はあっせん停止4か月間）の処分が下る見通し[116]。

- 15日 - 【記録】 児玉碧衣（福岡・108期、L1）が、防府FII（モーニング）初日予選１（第7レース）で勝利し、ガールズケイリン史上最速で通算400勝を達成[117]。
  - なお、同開催でも完全優勝し連勝記録を34に伸ばしただけでなく、連続優勝記録を12として2015年に達成した小林優香（福岡・106期、L1）の記録[118]に並んだが、12月30日のガールズグランプリで敗れ[119]、いずれの記録も止まった。

- 17日 - 【広報】 日本競輪選手養成所は、在所中の第121回選手候補生である中野慎詞（岩手）、太田海也（岡山）の両名について、所定の要件を満たしたことにより養成所早期卒業者として認定したことを発表。この両名は他の候補生に先駆けて年内で養成所を卒業し（早期卒業証書授与式は12月22日に実施[120]）、2022年1月より他の同期に先駆けて競輪選手としてデビューする予定。なお、養成所早期卒業者はともに117期である寺崎浩平（福井、S1）、菊池岳仁（長野、S1）の両名以来で、通算3人目、4人目となる[121][122]。
  - のち12月24日、JKAは中野慎詞が2022年1月1日からの前橋FIIでデビューすることを発表。なお、太田海也は早期卒業直前に出場した自転車競技大会で骨折したためデビューは未定となっていたが[123]、治癒したため1月20日からの小倉FII（ミッドナイト）でデビューした。

- 20日 - 【記録】 山原さくら（高知・104期、L1）が、高知FII（ミッドナイト）初日予選１（第7レース）で1着となり、通算取得賞金が1億4万4800円となり、ガールズケイリンでは史上7人目となる通算取得賞金額1億円を突破。8年7か月10日（デビュー日を含む）での達成であった[124][125]。

### 新型コロナウイルス関連
COVID-19による競輪への影響や、以降の関連する出来事は以下の通り。

#### 1月
- 04日 - 【実施】 弥彦村は、1月3日夜にサテライト新潟（競輪場外車券売場）の従業員1名が新型コロナウイルスに感染していたことが判明したことを受けて、感染拡大防止のため1月4日から当面の間サテライト新潟の営業を中止すると発表[126]。
  - その後7日に、施設内の消毒作業が完了したことにより、1月9日より営業再開すると発表[127]。

- 06日 - 【実施】 玉野市は、玉野競輪場の運営受託業者の従業員（警備員）1名が新型コロナウイルスに感染したことが判明したことを受けて、感染拡大防止のため1月6日から玉野競輪場での車券発売は当面の間中止すると発表[128]。その後同日、濃厚接触者がいないこと、さらに競輪場の全エリアの消毒が完了したことから、翌日7日より的中車券の払戻を、1月9日から車券発売を、それぞれ再開すると発表[129]。

- 06日 - 【実施】 埼玉県は、首都圏での新型コロナウイルスの感染拡大の状況を鑑みるとともに、緊急事態宣言の発出が検討されていることから、1月8日より当面の間、大宮・西武園での本場開催を無観客開催とし、また両競輪場での場外発売も中止することを発表[130]。このため、1月14日から大宮で開催予定の開設記念（GIII）「大宮競輪倉茂記念杯」は無観客での開催となる。

- 08日 - 【実施】 松戸市は、1都3県を対象とした緊急事態宣言の発出を受けて、引き続き2月7日まで松戸競輪場での場外発売中止を継続すると発表[131]。
  - その後、2月5日に、3月7日まで本場開催は無観客とすること、場外発売の中止も継続することを発表[132]。

- 09日 - 【実施】 小田原市は、緊急事態宣言の発出を受けて、市の方針として市有施設の使用及び市主催イベント等の開催を抑制することを決定したことにより、1月11日から2月7日まで小田原競輪場では本場開催は無観客とし、また場外発売も中止することを発表[133]。
  - その後、2月5日に、3月7日まで同措置を継続することを発表[134]。

- 12日 - 【実施】 立川市は、緊急事態宣言の発出及び東京都における緊急事態措置等を受けて、1月末まで立川競輪場での場外発売を中止することを発表[135]。
  - その後、2月4日に、緊急事態宣言の延長を受けて、本場開催については2月は無観客とし、場外発売についても3月3日まで中止を継続することを発表[136]。

- 13日 - 【実施】 川崎市は、緊急事態宣言の発出を受けて、1月18日から2月7日まで川崎競輪場では本場開催を無観客で実施し、場外発売を中止することを発表[137]。
  - その後2月4日に、3月7日まで同措置を継続することを発表（詳細は以下の2月の節を参照）。

- 13日 - 【事象】 JKAは、競輪選手1名が新型コロナウイルスに感染したと発表。当該選手は、1月10日に発熱などの症状が出て、13日にPCR検査を受検したところ、新型コロナウイルスの「陽性」が判明した。なお、この選手の濃厚接触者と認定された競輪選手はいない[138]。

- 15日 - 【実施】 東京都十一市競輪事業組合は、緊急事態宣言の発出及び東京都における緊急事態措置等を受けて、1月21日から2月7日まで京王閣競輪場において場外発売を中止することを発表[139]。
  - その後、2月4日に、緊急事態宣言の延長を受けて、場外発売を3月7日まで中止を継続すると発表[140]。

- 15日 - 【実施】 平塚市は、緊急事態宣言の発出を受けて、1月21日から2月7日まで平塚競輪場において本場開催は無観客とし、場外発売も中止することを発表[139]。
  - その後、2月5日に、同措置を3月7日まで継続すると発表[140]。

- 16日 - 【実施】 取手市は、茨城県独自の緊急事態宣言の発出を受けて、1月21日から2月7日まで取手競輪場を閉鎖し、本場開催を無観客で実施し、場外発売を中止することを発表[141]。
  - その後、2月6日に、本場閉鎖は2月10日まで延長するものの、翌日11日より車券発売を再開することを発表[142]。

- 16日 - 【事象】 JKAは、JKA中エリア（中部・近畿地区）職員1名が新型コロナウイルスに感染したと発表。当該職員は、1月13日に発熱の症状があり、15日PCR検査を受検したところ、同日新型コロナウイルスの「陽性」が判明した。なお、この職員の濃厚接触者と認定された競輪場執務者はいない[143]。

- 17日 - 【事象】 高知市は、17日から19日まで開催予定だった高知FIについて、開催中止を発表。前日16日の19時20分に中央コロナ対策本部から、前走の和歌山競輪（開設記念・岸和田キング争覇戦in和歌山）参加した選手から6人（日刊スポーツの記事では7人[144]）の陽性者を確認し、クラスターの疑いが持たれた。その和歌山競輪に参加し、陽性者と接触したと疑われる選手12人が今開催の高知競輪に参加していることから、対象選手を選手宿舎から外へ出すよう指示が出され、対象選手の契約解除を決定した。その後、21時25分に今開催の代表選手5人へJKAの競技委員長が事情説明し、協議の結果、公正安全な開催と競走に集中できない他の選手の気持ちにも考慮して、21時30分に中止を決定した[144][145][146]。

- 17日 - 【実施】 岐阜市は、18日から20日まで開催する岐阜FIにおいて、レース数を10レース（A級5レース、S級5レース）に変更すると発表[147]。上記の高知競輪開催中止と同様、出場予定選手のうち前走で和歌山に出走した選手が21名おり、前検日に当日欠場となった。JKAは追加選手をできる限り確保したが定数に達せず、S級予選2個レースをカットした[144]。

- 17日・18日・19日 - 【実施】 伊東市は、17日から19日まで開催する伊東FI（ナイター）において、初日17日の第9レース、第10レースは最低車立て数を下回るため、規定によりレース中止とすることを発表[148][149]。これは、上記の高知競輪開催中止と同様、出場選手のうち前走で和歌山に出走した選手が11人含まれており、帰郷したため[150]。また、その影響で、18日（2日目）と19日（最終日）もともに、予定していた12レースから11レースに変更した[151]。

- 19日 - 【事象】【実施】 奈良県は、19日に初日を迎えた奈良FIIにおいて、競走参加中の競輪選手1名が新型コロナウイルス陽性者の濃厚接触者にあたるとして保健所から自宅待機要請を出されたため、参加選手と関係者の安全を最大に考慮し、20日（2日目）以降の中止打ち切りを決定[152][153]。新型コロナウイルス関連では、過去に開催初日朝に急遽中止が決定したケース[154]や上記の伊東FIや岐阜FIのようにレース数を減らしながら開催を継続したケースはあったが、開催途中での中止打ち切りは初めての事象となった[153]。なお、20日は場外発売も中止とするが、21日以降の場外発売は予定通り実施予定[153]。

- 19日 - 【実施】 高松市は、新型コロナウイルス感染拡大を防止するため、2月4日から7日まで高松競輪場で開催予定の開設70周年記念（GIII）「玉藻杯争覇戦」を無観客開催とすることを発表。無観客開催に伴い、高松競輪場では払戻業務のみを前売投票所で実施する[155]。

- 20日 - 【事象】 JKAは、JKA東エリア（南関東・関東・北日本地区）職員1名が新型コロナウイルスに感染したと発表。1月16日に当該職員の感染が判明した[156]。

- 20日 - 【実施】 松阪市は、松阪競輪場にて3月に開催予定のGII・第5回ウィナーズカップにおいて、有観客での開催とするが事前申込制（抽選）による入場制限を行うことを発表。申込は三重県在住者限定とし、事前申込者の中から一般入場1,200人、指定席43席（一般入場に含む）を抽選で決定し、当選者には後日4日間共通の入場証を送付する（なお、一般入場は無料）[157]。

- 21日 - 【実施】 日本競輪選手養成所は、第119回（男子）・第120回生（女子）卒業記念レースについて、新型コロナウイルス感染拡大防止の観点から、当初発表した静岡競輪場での開催を取り止め、会場を養成所内のJKA400に変更した上で無観客での開催に変更することを発表。なお、レースの模様はインターネットで生中継する予定[158]。

- 21日 - 【事象】 埼玉県は、緊急事態宣言の発出を受けて、新型コロナウイルス感染拡大の状況を鑑み、選手・開催関係者の安全確保が困難であると判断し、翌22日から24日まで開催予定であった、西武園FII（ミッドナイト）の開催中止を発表[159]。

- 22日 - 【事象】 JKAは、今月上旬に和歌山競輪場で開催された開設記念（GIII）「岸和田キング争覇戦in和歌山」に参加した選手のうち、31選手が新型コロナウイルスに感染したと発表[160][161]。15日から16日にかけて、同開催に参加した6選手が発熱したため、PCR検査をした結果感染が判明した。その後17日から同開催に参加した全113選手を対象にPCR検査を実施したところ、結果待ちの3人を除いた31人が陽性（うち9人は発熱などの自覚症状なし）、79人が陰性と判定された。これを受けてJKAは、今後開催する競輪において、参加全選手に対して前検日に当該競輪場でPCR検査または抗原検査を実施し、陰性が確認された選手のみ出場できることとした[160][161]。なお、結果待ちの3名についてはのちに陰性との判定がなされている[162]。また、この案件とは別で、1月15日から24日の間で、15日・17日・18日・19日に1人ずつが、20日・21日・24日に2人ずつが、23日に3人が、それぞれ陽性と判明した[162]。
  - 実際に、この直後の開催からは、前検日に選手のみならず報道関係者や従業員らも含め全員に対し、抗原検査を実施している[163][164]。

- 26日 - 【事象】 JKAは、競輪選手2名が新型コロナウイルスに感染したと発表。当該選手は、25日にPCR検査を受検したところ、新型コロナウイルスの「陽性」が判明した[165]。

- 27日 - 【事象】 JKAは、競輪選手4名が新型コロナウイルスに感染したと発表。2名は1月25日にPCR検査を受検したところ、同日新型コロナウイルスの「陽性」が判明した。1名は25日に抗原検査を受検したところ、同日新型コロナウイルスの「陽性」が判明した。1名は25日にPCR検査を受検したところ、26日に新型コロナウイルスの「陽性」が判明した[166]。

- 27日・28日 - 【実施】 高松市は、高松競輪場の受託業者の従業員1名が新型コロナウイルスに感染したことが判明したことを受けて、感染拡大防止のため当日（1月27日）から当面の間、車券発売を中止すると発表[167]。その後、28日に、2月1日から場外車券発売を再開すること、1月29日から31日まで開催の高松FII（モーニング）については無観客開催とすることを発表[168]。

- 28日 - 【事象】 防府市は、新型コロナウイルス感染拡大防止に万全を期すことが困難な状況であることを理由に、2月1日から3日まで開催予定であった防府FII（モーニング）を中止すると発表[169]。

#### 2月
- 02日・3日・4日 - 【事象】 JKAは、1月22日以降における、競輪選手の新型コロナウイルス感染状況を発表。2日の発表では、1月22日 - 2月2日の間において、1月22日に1名、28日に1名、29日に1名、30日に2名、31日に2名、2月1日に2名の陽性が、それぞれ判明した[170]。3日の発表では、2月1日に3名、2月2日に2名の陽性が、それぞれ判明した[171]。4日の発表では、2月3日に1名の陽性が判明した[172]。

- 04日 - 【実施】 川崎市は、緊急事態宣言の期間延長を踏まえて、川崎競輪場における本場での無観客開催と場外発売の中止について、既に発表済みである2月7日までに加えて、8日以降も3月7日まで継続することを発表[173]。これにより、2月20日から23日まで川崎競輪場で開催予定の第36回読売新聞社杯全日本選抜競輪においても、当初は入場者数を制限した上で有観客での開催としていた[174]が無観客開催とすることを決定した[175]。

- 05日 - 【実施】 広島市は、広島競輪場において、2月8日より車券発売業務を再開することを発表[176]。

- 05日 - 【実施】 千葉市は、サテライト成田の従業員1名が新型コロナウイルス感染症に感染していたことが判明したことを受けて、サテライト成田では当面の間営業休止することを発表[177]。
  - その後、2月8日に、施設内の消毒作業が完了したため2月10日より営業再開することを発表[178]。

- 05日・8日・10日 - 【事象】 JKAは、2月4日付リリース以降における、競輪選手の新型コロナウイルス感染状況を発表。5日の発表では、2月2日に1名、3日に2名、4日に2名の陽性が、それぞれ判明した[179]。8日の発表では、2月4日に1名、5日に3名の陽性が、それぞれ判明した[180]。10日の発表では、2月9日に1名の陽性が判明した[181]。

- 12日 - 【実施】 玉野市は、新型コロナウイルス感染拡大防止のため、3月4日から7日まで広島競輪場にて開催予定の玉野競輪開設70周年記念（GIII）「瀬戸の王子杯争奪戦in広島」については無観客開催とすることを発表。なお、玉野競輪場では場外発売を実施する[182]。

- 17日 - 【実施】 JKAは、「競輪・オートレースにおける新型コロナウイルス感染症感染拡大予防ガイドライン」、「新型コロナウイルス感染症対策要綱」を改訂し、競輪開催における新型コロナウイルス感染症対策の強化に取り組むことを発表。内容は、定期的な選手等のPCR検査の追加など更なる感染防止対策の徹底、2月17日を初日とする開催から3月末までは全選手を対象に競輪参加ごとにPCR検査を実施し陰性が確認された選手のみ参加を認めること（4月以降は今後検討）、2月17日を初日とする開催から3月末までは「追加・流用・補充のあっせんを行わない」「不足する選手は欠車とし、状況により繰上げ充当を行わない措置やレースカットも併せ実施する」等の運用を行うこと、優勝者に対する表彰式等式典については当面原則として休止する、というもの[183]。
  - 実際に、その発表後は、一部のレースでは5車立・6車立としたり、一部の開催ではレースカットが行われている[184]。

#### 3月
- 06日・7日・8日 - 【実施】 政府による1都3県における8日以降の緊急事態宣言再延長を受けて、8日以降を対象に、首都圏の各競輪場では無観客開催ないし場外発売中止の継続を発表。
  - （6日）川崎市は、川崎競輪場において8日から21日まで場外発売中止の継続を発表（同期間中の本場開催はなし。払戻しは平日のみ実施）[185]。
  - （6日）松戸市は、松戸競輪場において8日から21日まで無観客開催と場外発売中止の継続を発表（払戻しは平日のみ実施）[186]。
  - （6日）小田原市は、小田原競輪場において8日から21日まで無観客開催と場外発売中止の継続を発表（払戻しは平日のみ実施）[187]。
  - （6日）東京都十一市競輪事業組合は、京王閣競輪場において8日から21日まで無観客開催と場外発売中止の継続を発表（払戻しは平日のみ実施）[188]。
  - （7日）埼玉県は、西武園競輪場において8日から当面の間場外発売中止の継続を発表（払戻しのみ18日まで実施）[189]。また、大宮競輪場においても当面の間無観客開催と場外発売中止の継続を発表（払戻しのみ11日から17日と19日から21日まで実施）[190]。
  - （8日）立川市は、立川競輪場において8日から21日まで場外発売、払戻しともに中止の継続を発表[191]。

- 09日 - 【実施】 武雄市は、武雄競輪場にて4月22日から25日まで開催予定の開設71周年記念（GIII）「大楠賞争奪戦」において、事前申込制（申込多数の場合は抽選）による入場制限を実施することを発表。申し込みは佐賀県・長崎県・福岡県在住者に限定し、各日とも入場は最大900人とし、入場の際には入場証が必要となる[192]。

- 10日 - 【実施】 東京都十一市競輪事業組合は、京王閣競輪場にて5月に開催予定のGI・第75回日本選手権競輪において、有観客での開催とするが事前申込制（抽選）による入場制限（居住地による制限はなし）を行うことを発表。事前申込者の中から一般入場4,215人、ロイヤル席35席、特別観覧席750席の計5,000名を抽選で決定し、6日間共通の入場許可証を発行する。1枚につき1人のみ入場可で、抽選申し込みは京王閣競輪の本場開催日（3月26 - 28日、4月1 - 3日）に応募ボックスに投函するか、京王閣競輪ホームページの応募フォームから（締め切りは3月31日午後5時）のいずれかとなっている[193][194]。
  - その後、4月26日に、京王閣競輪場が緊急事態宣言の対象地域・期間に含まれていることから、当初予定していた有観客から無観客開催に変更したことを発表。なお、既に送付済みである入場許可証を持つ人に対しては、後日京王閣競輪場で入場許可証と引き換えに粗品を進呈することも併せて発表した[195]。

- 17日・18日・20日・23日 - 【事象】 JKAは、3月17日付リリース以降における、競輪選手の新型コロナウイルス感染状況を発表。17日の発表では15日に1名の、18日の発表では17日に2名の、20日の発表では18日に1名の、23日の発表では19日に1名の、陽性がそれぞれ判明した[196][197][198][199]。

- 19日・20日・22日・24日 - 【実施】 政府による1都3県における緊急事態宣言解除の方針を受けて、首都圏の各競輪場では22日以降で本場開催は有観客とし、場外開催も含めて場内での車券発売の再開を発表。
  - （19日）立川市は、立川競輪場において本場開催は22日より、場外開催は4月12日より、それぞれ場内での車券発売の再開を発表[200]。
  - （19日）川崎市は、川崎競輪場において場内での車券発売を23日より再開することを発表[201]。
  - （19日）平塚市は、平塚競輪場において場外開催の車券発売を22日より再開することを発表。ただし、24日までは早朝前売り投票所のみとし、25日より従来の投票所を使用する（本場開催は4月28日までなし）[202]。
  - （20日）小田原市は、小田原競輪場において場外開催の車券発売を22日より再開することを発表（本場開催は4月16日までなし）[203]。
  - （20日）埼玉県は、大宮競輪場、西武園競輪場それぞれにおいて場外開催の車券発売を22日より再開することを発表（ただし、感染対策に伴う段階的措置として、両競輪場いずれも本場開催・場外開催とも入場者の滞留人数の上限を1000人とし、無料送迎バスは運行中止とする）。また、大宮競輪場においては4月2日を初日とする開催（FI）から、西武園競輪場においては4月15日を初日とする開設記念競輪（GIII）から、それぞれ有観客での開催を再開することも併せて発表[204]。
  - （22日）東京都十一市競輪事業組合は、京王閣競輪場において場外開催は25日より、本場開催は26日より、それぞれ場内での車券発売の再開を発表（ただし、早朝発売は引き続き見合わせ）[205]。
  - （24日）松戸市は、松戸競輪場において場外開催の車券発売を4月2日より、本場開催での車券発売を4月12日より、それぞれ再開することを発表[206]。

- 29日 - 【実施】 JKAは、2021年4月の競輪開催における新型コロナウイルス感染症拡大防止対策について、2月17日から実施している感染拡大防止対策（「追加・流用・補充のあっせんを行わない」「不足する選手は欠車とし、状況により繰上げ充当を行わない措置やレースカットも併せ実施する」等）の運用を4月も継続することを発表[207]。

#### 4月
- 01日 - 【事象】 JKAは、新たに競輪選手の新型コロナウイルス感染状況を発表。3月28日と29日にそれぞれ1名の、陽性が判明した[208]。

- 08日 - 【実施】 松山市は、愛媛県が「感染対策期」に移行したため不要不急の外出の自粛を要請されたことを受けて、9日から21日までの間、松山競輪場および二番町前売サービスセンターを閉場すると発表。本場で18日から開催予定のFII（ナイター）は無観客開催とし、同期間中の松山競輪場と二番町前売サービスセンターでの場外発売は中止するが、サテライトこまつ、サテライト西予は通常通り営業する[209]。
  - その後、4月19日に感染対策期の延長が発表されたため、翌20日に松山競輪場および二番町前売サービスセンターの閉場期間を4月22日から5月19日まで延長することを発表。延長期間中も同様に、本場では無観客開催、場外発売は中止、サテライトこまつ、サテライト西予は通常通り営業とする[210]。

- 09日・10日 - 【事象】 JKAは、新たに競輪選手の新型コロナウイルス感染状況を発表。9日の発表では6日と7日に1名ずつの、10日の発表では9日に1名の、それぞれ「陽性」が判明した[211][212]。

- 12日 - 【事象】 福井市は、10日から開催されていた大垣FII（ミッドナイト、福井市主催）において、関係者の新型コロナウイルス感染が判明したことを受けて、最終日である12日の開催を中止することを発表。開催はそのまま打ち切られた[213]。

- 14日・16日・17日 - 【事象】 JKAは、4月10日付リリース以降における、新たな競輪選手の新型コロナウイルス感染状況を発表。14日の発表では12日に3名の、16日の発表では14日に3名の、17日の発表では16日に3名の、陽性がそれぞれ判明した[214][215][216]。

- 22日・24日 - 【事象】 JKAは、4月17日付リリース以降における、新たな競輪選手の新型コロナウイルス感染状況を発表。22日の発表では18日に1名の、19日に2名の、20日に1名の、陽性がそれぞれ判明した[217]。24日の発表では21日に1名、22日に3名の、陽性がそれぞれ判明した[218]。

- 24日 - 【実施】 政府による東京都・大阪府・兵庫県・京都府の1都1府2県における25日以降の緊急事態宣言発出を受けて、25日以降を対象に、主に対象地域の各競輪場ないし競輪場外車券売場において無観客開催ないし場外発売中止を発表。
  - 埼玉県は、大宮競輪場・西武園競輪場において29日から5月9日まで場外発売中止を発表（払い戻しのみ実施）[219]。
  - 立川市は、立川競輪場において5月9日まで本場開催を無観客開催とし、場外発売は中止とすることを発表（払い戻しは平日のみ実施）[220]。
  - 京都府は、京都向日町競輪場において25日から5月11日まで本場開催は無観客開催とし、場外発売は中止とすることを発表（払い戻しのみ実施）[220]。
  - 岸和田市は、岸和田競輪場において25日から5月11日まで場外発売中止を発表（払い戻しのみ実施）[220]。
  - ラ・ピスタ新橋、サテライト大阪、サテライト阪神においても場外発売中止を発表（払い戻しのみ実施）[221]。

- 24日 - 【実施】 茨城県は、取手競輪場関係者に新型コロナウイルス陽性者の濃厚接触者が出たことを受けて、25日・26日の場外発売中止を発表（払い戻しは26日のみ実施）[222]。
  - その後、26日、28日と二日連続して中止の再延長を発表。29日より場外発売を再開する[223][224]。

- 28日 - 【実施】 新たに、以下の競輪場で無観客開催ないし場外発売中止を発表。
  - 四日市市は、四日市競輪場において28日から5月11日まで本場開催は無観客開催とし、場外発売は中止とすることを発表（平日および祝日のみ払戻のみ実施）[225]。
  - 奈良県は、奈良競輪場において29日から5月11日まで本場開催は無観客開催とし、場外発売は中止とすることを発表（払戻のみ実施）[226]。
  - 川崎市は、川崎競輪場において28日から5月11日まで場内での酒類の提供を休止し、場外発売においては5月3日までは各日とも3,000人を超えた場合は入場制限を実施・5月4日から9日まで休止することを発表（平日のみ払戻のみ実施）[227]。

- 28日・29日 - 【事象】 JKAは、4月24日付リリース以降における、新たな競輪選手の新型コロナウイルス感染状況を発表。28日の発表では24日に3名の、26日に4名の、陽性がそれぞれ判明した[228]。29日の発表では27日に1名の、28日に1名の、陽性がそれぞれ判明した[229]。

#### 5月
以下では、GIなど重要度の高いレース記事、開催中止・打ち切りを主に記載する。
- 31日 - 【実施】 岸和田市は、岸和田競輪場にて6月17日 - 20日にかけて開催予定のGI・第72回高松宮記念杯競輪において、初日（6月17日）と2日目（18日）の前半2日間は入場制限あり（事前申し込みはなし）の有観客開催で、3日目（19日）と最終日（20日）の後半2日間は無観客開催で、それぞれ行うことを発表。これは、緊急事態宣言の期間延長および大阪府からの要請を受けてのものである[230]。

#### 6月
- 16日 - 【実施】 いわき市は、いわき平競輪場にて8月10日 - 15日にかけて8月に開催予定のGI・第64回オールスター競輪において、有観客での開催とするが事前申し込みによる抽選のうえ入場制限を実施することを発表。開催期間中は、各日とも一般入場者2,000名、特別観覧席46名のみに限定し、6日間共通の入場許可証を持参した者のみが入場可能となる[231]。
  - その後、8月5日に、新型コロナウイルス感染症の拡大により福島県にまん延防止等重点措置が適用されることに鑑み、当初発表済みであった条件付きの有観客開催を無観客開催に変更することを発表[232][233]。

- 23日 - 【実施】 小田原市は、小田原競輪場にて8月26日 - 29日にかけて開催予定の開設72周年記念・北条早雲杯争奪戦（GIII）において、無観客開催とすることを発表[234]。

#### 7月
- 30日 - 【実施】 岐阜市は、岐阜競輪場にて9月17日 - 20日にかけて開催予定のGII・第37回共同通信社杯競輪において、有観客での開催とするが事前申し込みによる抽選のうえ入場制限を実施することを発表。開催期間中は、各日とも岐阜、愛知、三重の各県在住の一般入場者2,500名（うち特別観覧席300名）のみに限定し、4日間共通の入場許可証を持参した者のみが入場可能となる[235]。
  - その後、9月6日に、当初予定していた条件付きの有観客開催から無観客開催に変更することを発表[236]。

#### 8月
- 05日 - 【事象】 京都府は、5日に向日町競輪場にて開催予定だったFII（ミッドナイト競輪）最終日について、開催関係者が新型コロナウイルスに感染していたことが判明したため中止・打ち切りとした[237]。

- 13日 - 【実施】 弥彦村は、弥彦競輪場にて10月に開催予定のGI・第30回寬仁親王牌・世界選手権記念トーナメントにおいて、有観客での開催とするが事前申込制（抽選）による入場制限（居住地による制限はなし）を行うことを発表。事前申込者の中から一般入場2,000人、特別観覧席S席28席を抽選で決定し、4日間共通の入場許可証を発行する。1枚につき1人のみ入場可で、抽選申し込みは弥彦競輪場、郵便葉書、インターネット（特設サイト内の応募フォーム）のいずれかからで、期間は8月16日から9月10日23:59まで（郵便葉書での応募は9月10日必着）[238]。

- 19日 - 【実施】 松阪市は、松阪競輪場にて9月9日 - 12日にかけて開催予定の開設71周年記念・蒲生氏郷杯王座競輪（GIII）において、「三重県のまん延防止等重点措置」の適用を受け、無観客開催とすることを発表[239]。

- 20日 - 【実施】 高知市は、高知県に緊急事態宣言が発令されたことを受けて高知市主催行事等の対応方針を見直し、8月20日から9月3日まで高知競輪場における本場開催と場外発売を中止すると発表[240]。
  - その後、9月10日に、高知県の緊急事態宣言の発出期間を9月26日まで継続することが決定したことを受けて、改めて本場開催と場外発売の中止を9月26日まで再延長することを発表[68]。

- 29日 - 【事象】 四日市市は、29日に四日市競輪場にて開催予定だったFII（ミッドナイト競輪）最終日について、開催関係者が新型コロナウイルスに感染していたことが判明したため中止・打ち切りとした[241]。

- 31日 - 【実施】 京都府は、京都向日町競輪場にて9月2日 - 5日にかけて開催予定の開設71周年記念・平安賞（GIII）において、京都府における緊急事態宣言発出を受け、無観客開催とすることを発表[242]。

#### 9月
- 01日 - 【事象】 青森市は、青森競輪場にて開催中の青森FII（モーニング競輪）において、2日目の1日早朝に関係者1人が新型コロナウイルス感染の疑いがあると判明したことから、感染の拡大を防ぐ観点から同開催は中止とし、当日以降の同開催を打ち切った[243]。

- 06日 - 【事象】 川崎市は、川崎競輪場にて6日から8日まで開催予定であった川崎FII（ミッドナイト競輪）について、関係者に新型コロナウイルス感染の疑いがあると判明したことから、感染の拡大を防ぐ観点から同開催は中止とすることを発表[244]。

- 09日 - 【事象】 久留米市は、久留米競輪場にて9日から11日まで開催予定であった久留米FIについて、関係者の新型コロナウイルス感染が判明したことから、感染の拡大を防ぐ観点から同開催は初日6レースをもって中止・以後打ち切りとすることを発表[245]。

- 24日 - 【実施】 平塚市は、平塚競輪場にて9月30日 - 10月3日にかけて開催予定の開設71周年記念・湘南ダービー（GIII）において、初日の9月30日のみ無観客開催、2日目の10月1日以降は上限5000人の有観客開催とすることを発表[246]。

#### 10月
- 01日 - 【実施】 北九州市は、小倉競輪場にて11月18日 - 23日にかけて開催予定のGI・第63回朝日新聞社杯競輪祭において、申込者の中から抽選により各日2500名を上限とした有観客での開催とすることを発表。なお、今回は前回とは異なり、居住地における制限は設けない[247]。
  - その後、11月11日に、福岡県下で発令していた「福岡コロナ警報」が解除されたことに伴いイベント観客制限が緩和されたことを受けて、入場制限について2500人から5000人へと変更することを発表。当初は、入場の際には入場許可証の提示が必要としていたが、これを撤廃する。なお、場内の滞留が5000人を超える場合は入場制限を実施するほか、既に送付した入場許可証に係る特典（スタンプラリー、粗品進呈）はそのまま実施する[248]。

#### 11月
- 04日 - 【実施】 静岡市は、静岡競輪場にて12月28日 - 30日にかけて開催予定のKEIRINグランプリ2021シリーズにおいて、新型コロナウイルス感染症感染拡大防止及び円滑な運営を確保する観点から、有観客での開催とするが入場制限を実施することを発表。初日（28日）と2日目（29日）はいずれも特別観覧席のみ事前申込（場内最大滞留5000人）とし、最終日（30日）は特別観覧席・一般入場ともに事前申込（総入場5000人）とする。特別観覧席ないし最終日の予約券・入場許可証の応募については、インターネットないし静岡競輪場・伊東温泉競輪場に備え付けの申込用紙に必要事項を記入し申込BOXへ投函のいずれかで申し込む[249]。

- 15日 - 【実施】 高松市は、高松競輪場にて2022年1月27日 - 30日にかけて開催予定の開設71周年記念「玉藻杯争覇戦」において、新型コロナウイルス感染症感染拡大防止の観点から、有観客での開催とするが事前申込による入場制限を実施することを発表[250]。

## GP
出典：
| レース名             | 場名 | 日程           | 優勝者   | 総売上 （ ）内は対前回比 |
| -------------------- | ---- | -------------- | -------- | ------------------------ |
| KEIRINグランプリ2021 | 静岡 | 12月30日（木） | 古性優作 | 062億4182万6400円        |

## GI
| レース名                                     | 場名     | 日程                         | 優勝者   | 総売上 （ ）内は対前回比 ※日本選手権競輪のみ対前々回比 |
| -------------------------------------------- | -------- | ---------------------------- | -------- | ------------------------------------------------------ |
| 第36回読売新聞社杯全日本選抜競輪             | 川崎     | 02月20日（土） 〜 23日（火） | 郡司浩平 | 088億0563万4100円（104.7%）                            |
| 第75回日本選手権競輪                         | 京王閣   | 05月04日（火） 〜 09日（日） | 松浦悠士 | 121億6719万4600円（089.6%）                            |
| 第72回高松宮記念杯競輪                       | 岸和田   | 06月17日（木） 〜 20日（日） | 宿口陽一 | 081億018万0700円（114.7%）                             |
| 第64回オールスター競輪                       | いわき平 | 08月10日（火） 〜 15日（日） | 古性優作 | 117億8382万5600円（100.1%）                            |
| 第30回寬仁親王牌・世界選手権記念トーナメント | 弥彦     | 10月21日（木） 〜 24日（日） | 平原康多 | 079億9305万3500円（093.6%）                            |
| 第63回朝日新聞社杯競輪祭                     | 小倉     | 11月18日（木） 〜 23日（火） | 吉田拓矢 | 121億2332万1400円（105.5%）                            |

## GII
出典：
| レース名                         | 場名 | 日程                         | 優勝者   | 総売上 （ ）内は対前回比   |
| -------------------------------- | ---- | ---------------------------- | -------- | -------------------------- |
| 第05回ウィナーズカップ           | 松阪 | 03月25日（木） 〜 28日（日） | 清水裕友 | 68億7267万8300円（168.3%） |
| 第17回サマーナイトフェスティバル | 函館 | 07月16日（金） 〜 18日（日） | 松浦悠士 | 49億6141万7600円（086.3%） |
| 第37回共同通信社杯競輪           | 岐阜 | 09月17日（金） 〜 20日（月） | 山口拳矢 | 60億5035万1200円（078.7%） |
| ヤンググランプリ2021             | 静岡 | 12月29日（水）               | 小原佑太 |                            |

## GIII
出典：
| ※ | 「国際自転車トラック競技支援競輪」 | ※※ | 「大阪・関西万博協賛競輪」 | ※※※ | 「施設整備等協賛競輪」                                   |
| ★ | 「ナイター開催」                   | L  | ガールズケイリン組み込み   | 替  | 代替地での開催 （岸和田→和歌山、玉野→広島、熊本→久留米） |

| 最終日の企画レース（無印は実施せず） | 最終日の企画レース（無印は実施せず）      | 最終日の企画レース（無印は実施せず） |
| ------------------------------------ | ----------------------------------------- | ------------------------------------ |
| AF = レインボーカップA級ファイナル   | CF = レインボーカップチャレンジファイナル |                                      |
| NC = ルーキーチャンピオンレース      | GQ = ガールズ フレッシュクイーン          |                                      |
| R+ = 競輪ルーキーシリーズ2021プラス  |                                           |                                      |

|    | 場名     | 備考 | 企画 | 日程                             | 優勝者     | 総売上 （ ）内は目標額     |
| -- | -------- | ---- | ---- | -------------------------------- | ---------- | -------------------------- |
| 28 | 立川     |      |      | 01月04日（月） 〜 01月07日（木） | 平原康多   | 63億7431万0600円（65億円） |
| 56 | 岸和田   | 替   |      | 01月09日（土） 〜 01月12日（火） | 松浦悠士   | 50億7669万0700円（58億円） |
| 25 | 大宮     |      |      | 01月14日（木） 〜 01月17日（日） | 平原康多   | 50億1355万1900円（55億円） |
| 75 | 松山     |      |      | 01月21日（木） 〜 01月24日（日） | 松本貴治   | 50億5295万8000円（50億円） |
| 45 | 豊橋     |      |      | 01月28日（木） 〜 01月31日（日） | 吉田敏洋   | 50億029万8800円（50億円）  |
| 71 | 高松     |      |      | 02月04日（木） 〜 02月07日（日） | 松浦悠士   | 48億9869万1700円（50億円） |
| 53 | 奈良     |      |      | 02月11日（木） 〜 02月14日（日） | 山田久徳   | 49億1725万4500円（50億円） |
| 13 | いわき平 |      |      | 02月25日（木） 〜 02月28日（日） | 鷲田佳史   | 47億3347万1600円（45億円） |
| 61 | 玉野     | 替   |      | 03月04日（木） 〜 03月07日（日） | 松浦悠士   | 51億3234万3000円（50億円） |
| 44 | 大垣     |      | NC   | 03月11日（木） 〜 03月14日（日） | 平原康多   | 48億6981万7900円           |
| 24 | 宇都宮   | ※L   |      | 03月19日（金） 〜 03月21日（日） | 渡部幸訓   | 30億9059万7800円（33億円） |
| 48 | 四日市   | ★L   |      | 04月03日（土） 〜 04月06日（火） | 諸橋愛     | 44億5703万1300円（30億円） |
| 34 | 川崎     | ★    |      | 04月08日（木） 〜 04月11日（日） | 郡司浩平   | 44億6817万4900円（45億円） |
| 26 | 西武園   |      | GQ   | 04月15日（木） 〜 04月18日（日） | 野口裕史   | 50億8742万3500円（60億円） |
| 84 | 武雄     |      |      | 04月22日（木） 〜 04月25日（日） | 松浦悠士   | 48億5715万8500円（50億円） |
| 53 | 奈良     | ※※※  |      | 04月29日（木） 〜 05月02日（日） | 三谷将太   | 41億6254万6400円（42億円） |
| 11 | 函館     |      |      | 05月15日（土） 〜 05月18日（火） | 松浦悠士   | 47億8626万5300円（48億円） |
| 22 | 前橋     | ★    |      | 05月20日（木） 〜 05月23日（日） | 小倉竜二   | 39億8567万4600円（45億円） |
| 86 | 別府     |      | AF   | 06月05日（土） 〜 06月08日（火） | 守澤太志   | 44億9019万4500円（47億円） |
| 51 | 福井     | ※※   |      | 06月10日（木） 〜 06月13日（日） | 柴崎淳     | 31億6605万8700円（40億円） |
| 75 | 松山     | ※L★  |      | 06月10日（木） 〜 06月13日（日） | 町田太我   | 29億6936万2600円（37億円） |
| 83 | 久留米   |      | CF   | 06月26日（土） 〜 06月29日（火） | 吉田拓矢   | 51億8023万3900円（50億円） |
| 73 | 小松島   |      |      | 07月01日（木） 〜 07月04日（日） | 太田竜馬   | 51億3803万8700円（50億円） |
| 51 | 福井     |      |      | 07月08日（木） 〜 07月11日（日） | 古性優作   | 46億2932万2900円（43億円） |
| 46 | 富山     |      |      | 07月23日（金） 〜 07月26日（月） | 稲垣裕之   | 44億5973万2200円（45億円） |
| 74 | 高知     |      |      | 07月29日（木） 〜 08月01日（日） | 長島大介   | 43億2377万8700円（48億円） |
| 34 | 川崎     | ★L   |      | 08月05日（木） 〜 08月08日（日） | 吉澤純平   | 30億2894万9600円（30億円） |
| 31 | 松戸     |      |      | 08月21日（土） 〜 08月24日（火） | 松浦悠士   | 39億6402万5000円（45億円） |
| 36 | 小田原   |      |      | 08月26日（木） 〜 08月29日（日） | 松井宏佑   | 37億9541万5400円（45億円） |
| 54 | 向日町   |      |      | 09月02日（木） 〜 09月05日（日） | 脇本雄太   | 47億4918万8700円（50億円） |
| 47 | 松阪     |      |      | 09月09日（木） 〜 09月12日（日） | 浅井康太   | 44億5968万6500円（50億円） |
| 12 | 青森     |      | R+   | 09月23日（木） 〜 09月26日（日） | 佐々木雄一 | 41億5228万8200円（43億円） |
| 35 | 平塚     |      | R+   | 09月30日（木） 〜 10月04日（月） | 郡司浩平   | 52億4829万2600円（60億円） |
| 87 | 熊本     | 替   |      | 10月07日（木） 〜 10月10日（日） | 嘉永泰斗   | 49億2523万3600円（50億円） |
| 22 | 前橋     | ★L   |      | 10月14日（木） 〜 10月17日（日） | 宿口陽一   | 39億5020万2200円（45億円） |
| 63 | 防府     |      |      | 10月31日（日） 〜 11月03日（水） | 清水裕友   | 56億7304万3200円（52億円） |
| 48 | 四日市   | ★    |      | 11月06日（土） 〜 11月09日（火） | 坂井洋     | 45億4374万3700円（44億円） |
| 84 | 武雄     | ※※※  |      | 11月25日（木） 〜 11月28日（日） | 荒井崇博   | 39億9607万0000円（40億円） |
| 75 | 松山     |      |      | 12月02日（木） 〜 12月05日（日） | 橋本強     | 49億2912万6700円（50億円） |
| 62 | 広島     |      |      | 12月09日（木） 〜 12月12日（日） | 松浦悠士   | 47億2886万4300円（50億円） |
| 37 | 伊東温泉 |      | AF   | 12月16日（木） 〜 12月19日（日） | 新田祐大   | 55億6322万5500円（50億円） |
| 85 | 佐世保   |      | CF   | 12月23日（木） 〜 12月26日（日） | 和田健太郎 | 53億3780万2800円（48億円） |

## FI
| 場名 | タイトル           | 日程                         | 優勝者   |
| ---- | ------------------ | ---------------------------- | -------- |
| 静岡 | 寺内大吉記念杯競輪 | 12月28日（火） 〜 30日（木） | 荒井崇博 |

## FII
| 場名 | タイトル                               | 日程           | 優勝者   | 総売上 （ ）内は目標額                                                   |
| ---- | -------------------------------------- | -------------- | -------- | ------------------------------------------------------------------------ |
| 大垣 | ルーキーチャンピオンレース（NC） 117期 | 03月14日（日） | 山口拳矢 | ※大垣記念に内包                                                          |
| 広島 | スーパープロピストレーサー賞           | 05月30日（日） | 松浦悠士 | 26億1345万6200円（25億円） ※全日本プロ選手権自転車競技大会記念競輪として |

## GPメンバー・4日制以上のGI決勝進出者（32名）
- a北日本、b関東、c南関東 / D中部、E近畿、F中国、G四国、H九州
- 棄 ＝ 途中棄権、失 ＝ 失格、B ＝ 最終バックストレッチの先頭通過者
- 賞金 ＝ 取得賞金額順位でのGP出場
- * ＝ 本年度のS級S班

| 県  | 期  |             | 400 全日 選 | 400 ダー ビー | 400 高松 宮杯 | 400 オー ル | 400 親王 牌 | 400 競輪 祭 | 400 G P   |
|     |     |             | 捲          | 差            | 差            | 差          | 差          | 差          | 捲        |
| --- | --- | ----------- | ----------- | ------------- | ------------- | ----------- | ----------- | ----------- | --------- |
| c神 | 099 | 郡司浩平*   | 1 B         | 2             | 丶            | 丶          | 丶          | 5           | 3 ★       |
| c千 | 087 | 和田健太郎* | 2           | 丶            | 丶            | 丶          | 丶          | 丶          | 丶        |
| a秋 | 096 | 守澤太志*   | 3           | 丶            | 3             | 3           | 丶          | 丶          | 6 （賞8） |
| F広 | 098 | 松浦悠士*   | 4           | 1             | 8             | 丶          | 丶          | 6           | 5 ★       |
| b新 | 079 | 諸橋愛      | 5           | 丶            | 丶            | 丶          | 8           | 丶          | 丶        |
| H福 | 087 | 園田匠      | 6           | 丶            | 丶            | 丶          | 丶          | 3           | 丶        |
| F山 | 105 | 清水裕友*   | 7           | 7 B           | 5             | 丶          | 丶          | 丶          | 8 （賞6） |
| b埼 | 087 | 平原康多*   | 8           | 6             | 丶            | 4           | 1           | 丶          | 2 ★       |
| c静 | 096 | 深谷知広    | 9           | 丶            | 丶            | 9           | 丶          | 丶          | 丶        |
| a島 | 078 | 佐藤慎太郎* | 丶          | 3             | 6             | 6           | 丶          | 丶          | 4 （賞7） |
| D三 | 090 | 浅井康太    | 丶          | 4             | 丶            | 丶          | 丶          | 丶          | <補欠>    |
| b埼 | 098 | 武藤龍生    | 丶          | 5             | 丶            | 丶          | 丶          | 丶          | 丶        |
| b栃 | 113 | 眞杉匠      | 丶          | 8             | 丶            | 丶          | 丶          | 丶          | 丶        |
| E兵 | 087 | 松岡健介    | 丶          | 9             | 丶            | 丶          | 丶          | 丶          | 丶        |
| b埼 | 091 | 宿口陽一    | 丶          | 丶            | 1             | 丶          | 丶          | 丶          | 7 B ★     |
| b茨 | 107 | 吉田拓矢    | 丶          | 丶            | 2             | 丶          | 6           | 1           | 9 ★       |
| H崎 | 111 | 山崎賢人    | 丶          | 丶            | 4 B           | 丶          | 丶          | 丶          | 丶        |
| E大 | 090 | 稲川翔      | 丶          | 丶            | 7             | 丶          | 丶          | 丶          | 丶        |
| a島 | 099 | 小松崎大地  | 丶          | 丶            | 9             | 丶          | 丶          | 丶          | 丶        |
| E大 | 100 | 古性優作    | 丶          | 丶            | 丶            | 1           | 丶          | 7           | 1 ★       |
| E井 | 094 | 脇本雄太*   | 丶          | 丶            | 丶            | 2 B         | 丶          | 丶          | 丶        |
| a島 | 090 | 新田祐大*   | 丶          | 丶            | 丶            | 5           | 失 B        | 丶          | 丶        |
| a島 | 088 | 成田和也    | 丶          | 丶            | 丶            | 7           | 丶          | 丶          | 丶        |
| H熊 | 085 | 中川誠一郎  | 丶          | 丶            | 丶            | 8           | 丶          | 丶          | 丶        |
| a城 | 085 | 大槻寛徳    | 丶          | 丶            | 丶            | 丶          | 2           | 丶          | 丶        |
| a城 | 091 | 菅田壱道    | 丶          | 丶            | 丶            | 丶          | 3           | 丶          | 丶        |
| H佐 | 094 | 山田庸平    | 丶          | 丶            | 丶            | 丶          | 4           | 丶          | 丶        |
| E井 | 103 | 野原雅也    | 丶          | 丶            | 丶            | 丶          | 5           | 丶          | 丶        |
| a青 | 107 | 新山響平    | 丶          | 丶            | 丶            | 丶          | 7           | 2 B         | 丶        |
| a島 | 088 | 渡邉一成    | 丶          | 丶            | 丶            | 丶          | 丶          | 4           | 丶        |
| H福 | 090 | 北津留翼    | 丶          | 丶            | 丶            | 丶          | 丶          | 8           | 丶        |
| E京 | 093 | 山田久徳    | 丶          | 丶            | 丶            | 丶          | 丶          | 9           | 丶        |

## 女子
格付けは全てFII

### ガールズケイリン特別競走
出典：
| レース名                                                                  | 場名     | 日程                         | 優勝者   |
| ------------------------------------------------------------------------- | -------- | ---------------------------- | -------- |
| ガールズケイリンコレクション2021 松阪ステージ                             | 松阪     | 03月28日（日）               | 児玉碧衣 |
| ガールズ フレッシュクイーン（GQ）                                         | 西武園   | 04月18日（日）               | 増田夕華 |
| ガールズケイリンコレクション2021 京王閣ステージ                           | 京王閣   | 05月06日（木）               | 佐藤水菜 |
| ガールズケイリンフェスティバル2021                                        | 函館     | 07月16日（金） 〜 18日（日） | 石井寛子 |
| ガールズケイリンコレクション2021 いわき平ステージ・アルテミス賞レース     | いわき平 | 08月11日（水）               | 佐藤水菜 |
| ガールズケイリンコレクション2021 いわき平ステージ・ガールズドリームレース | いわき平 | 08月12日（木）               | 児玉碧衣 |
| ガールズグランプリトライアル2021 トパーズ                                 | 小倉     | 11月18日（木） 〜 20日（土） | 小林優香 |
| ガールズグランプリトライアル2021 アメジスト                               | 小倉     | 11月18日（木） 〜 20日（土） | 児玉碧衣 |
| オッズパーク杯ガールズグランプリ2021                                      | 静岡     | 12月28日（火）               | 高木真備 |

## 獲得賞金ランキング
出典：

## 死去
新聞など各種メディアで報じられた者のみを記載
- 02月24日 - 成清龍之介（競輪選手。千葉・117期）、21歳没[310]
- 03月06日 - 松本勝明（元競輪選手。京都・期前）、93歳没[311]